# Resolución 1406 del Consejo de Seguridad de las Naciones Unidas
La resolución 1406 del Consejo de Seguridad de las Naciones Unidas, adoptada por unanimidad el 30 de abril de 2002, tras recordar todas las resoluciones anteriores sobre la situación en el Sáhara Occidental, en particular la Resolución 1394 (2002), prorrogó el mandato de la Misión de las Naciones Unidas para el Referéndum del Sáhara Occidental (MINURSO) hasta el 31 de julio de 2002.
El mandato de la MINURSO se amplió para permitir que el Consejo tuviera más tiempo para considerar las "cuatro opciones" del Secretario General Kofi Annan sobre el futuro del Sáhara Occidental, descritas en su informe. Las cuatro opciones eran:
1. La reanudación de la aplicación del Plan de Arreglo sin necesidad de acuerdos tanto por parte de Marruecos como del Frente Polisario. Con arreglo a esta opción, se reforzaría la Comisión de Identificación de electores de la MINURSO y se aumentaría el tamaño general de las operaciones de la MINURSO;
2. El Enviado Personal del Secretario General , James A. Baker III, revisaría el acuerdo marco que se presentaría a las partes sobre una base no negociable. Esto implicaría una devolución de autoridad a la población del Sáhara Occidental con la celebración de un referéndum sobre la autodeterminación y se reduciría el tamaño de la MINURSO;
3. El Enviado Personal del Secretario General, James A. Baker III, determinará si las partes discutirán una división del territorio del Sáhara Occidental. Baker presentaría su propuesta de división del territorio y la MINURSO se mantendría en su tamaño actual;
4. La terminación de la operación de la MINURSO sería un reconocimiento de que las Naciones Unidas no pueden resolver la disputa a menos que una o ambas partes se vean obligadas a hacer algo que no aceptarán voluntariamente.

El gobierno marroquí rechazó todas las propuestas excepto la segunda, mientras que el Frente Polisario sostuvo que el Plan de Arreglo era la única solución aceptable.